# 鹽與聖所
《鹽與聖所》是一款由Ska Studios開發的2D動作角色扮演類型遊戲。2016年3月15日首先於PlayStation 4平台發售，隨後在Microsoft Windows、MacOS、Linux、PlayStation Vita、任天堂Switch和Xbox One等平台發售。遊戲受到日本開發商FromSoftware製作的「魂系列」（惡魔靈魂、黑暗靈魂）極大的啟發。
遊戲也受到許多評論者的正面評價，對於畫面風格、遊玩方式和劇情多有讚賞。
2017年11月16日，PlayStation 4、PlayStation Vita版更新支援繁體中文和簡體中文字幕。2018年7月11日，PC版更新支援繁體中文和簡體中文字幕。
續作《鹽與獻祭》（Salt and Sacrifice）預定於2022年在PlayStation 4、PlayStation 5平台發售。

## 系統
遊戲以2D手繪風格畫面為一大特色，遊戲機制類似於「魂系列」。在遊戲中共有600多件物品供玩家使用，各項武器種類也擁有特別的招式，例如空中攻擊。玩家可揮舞雙手武器以獲得額外攻擊力，也可裝備盾牌來防禦和招架（盾反），要施展魔法和遠距離攻擊也可以。 遊戲中設定了一些RPG要素，例如出身、職業、屬性發展，以及一個提供數百種組合的廣大天賦樹。此外遊戲也提供了多人模式，讓玩家可以互相合作與互相對戰，但目前僅有單機多人模式。還有一項非同步系統讓玩家可以在地上留下訊息並在其他玩家之間互相分享。

## 背景
一位身負使命的船員遭遇了一場船難，醒來後發現身處在一座未知的島嶼。為了完成使命不得不探索這座島嶼，然而島上似乎充滿了各種詭異的環境與氣氛，各種奇怪生物好像也不太友善。好在島上仍有一些有理智的人物能夠交談，從與他人的對話中得知島上存在著好幾種信仰，而在一種跟信仰有關的「聖所」中則可以暫時安心歇息。另外「鹽」也是島上的重要之物，獲得更多的鹽似乎能增強更多力量。在這奇異、廣大的島上，只能不斷向前探索更多未知領域、面對各種陷阱與強大的邪惡之物，一面收集鹽與物資，一面發掘島上隱藏的真相以及完成自己記憶中的那份使命。

## 開發
2014年8月28日在一封從開發者寄給 PlayStation Blog的公開信中首次揭露了遊戲的消息。2016年3月15日遊戲於PlayStation 4平台全球發售， 2016年5月17日於Microsoft Windows平台發售。2017年3月28日於PlayStation Vita平台發售，PlayStation Vita版本是由Ska Studios以外的開發組來製作。
遊戲最初的概念被認為是融合了「魂系列」的戰鬥系統以及Ska Studios更早的作品《The Dishwasher》系列。《惡魔城》系列、特別是《月下夜想曲》以及之後的NDS平台續作也在遊戲系統方面提供了不少靈感。 遊戲的技術展示試玩版獲得了大量的好評，因此開發組決定延續這項概念繼續開發。
遊戲花費了2年半的時間進行開發，雖然基礎系統在正式開發前就已經建立了。最初的遊戲設計得更為複雜，然而由於開發團隊的規模很小因此不得不對遊戲內容進行一些刪減。
遊戲的美術設計靈感來自於《冰與火之歌：權力遊戲》和其他各式各樣的中世紀圖像。 遊戲使用「減飽和」方式（降低色彩飽和度）來強調在「聖所」之外充滿昏暗與危險的氣氛。遊戲中多數的怪物設計並沒有特別參考以前的概念，不過其中一種類似鳥類、會吐蛋的敵人是參考推特上的網路白目來設計的。

## 評價
自從發售之後，《鹽與聖所》便受到許多正面評價，在Metacritic網站上獲得了84/100的平均分數。
IGN給予遊戲8.6/10的分數並評論說：「你可以把《鹽與聖所》稱作是一種《黑暗靈魂》與《惡魔城》的2D混搭，而你這麼說是對的。但這種過於簡單的評論對於《鹽與聖所》所蘊含的大量概念來說會是一種傷害。無論是那種透過漫畫風格喚起恐懼感的的畫面形式、或是地圖上充斥的各種錯綜複雜的地下城與城堡，都是這大量內容中的一部分」。
PlayStation Lifestyle給予遊戲8/10的分數並評論道：「《鹽與聖所》從一些像是《黑暗靈魂》與《血源詛咒》之類的遊戲中複製元素的方式確實是相當肆無忌憚，不過當你見識到這些元素是如何結合成一個優美與充滿樂趣的成品時，你便會覺得這並不是一件壞事」。